# 第2次佐藤内閣 (第2次改造)
第2次佐藤第2次改造内閣（だいにじさとうだいにじかいぞうないかく）は、佐藤栄作が第62代内閣総理大臣に任命され、1968年（昭和43年）11月30日から1970年（昭和45年）1月14日まで続いた日本の内閣。
前の第2次佐藤第1次改造内閣の改造内閣である。

## 内閣の顔ぶれ・人事
所属政党・出身

  自由民主党   中央省庁

### 国務大臣
| 職名                                | 氏名       | 氏名 | 出身等                            | 特命事項等                                               | 備考           |
| ----------------------------------- | ---------- | ---- | --------------------------------- | -------------------------------------------------------- | -------------- |
| 内閣総理大臣                        | 佐藤栄作   |      | 衆議院 自由民主党（佐藤派）       |                                                          | 自由民主党総裁 |
| 法務大臣                            | 西郷吉之助 |      | 参議院 自由民主党（佐藤派）       |                                                          | 初入閣         |
| 外務大臣                            | 愛知揆一   |      | 衆議院 自由民主党（佐藤派）       |                                                          |                |
| 大蔵大臣                            | 福田赳夫   |      | 衆議院 自由民主党（福田派）       |                                                          |                |
| 文部大臣                            | 坂田道太   |      | 衆議院 自由民主党（石井派）       |                                                          |                |
| 厚生大臣                            | 斎藤昇     |      | 参議院 自由民主党（佐藤派）       |                                                          |                |
| 農林大臣                            | 長谷川四郎 |      | 衆議院 自由民主党（川島派）       |                                                          | 初入閣         |
| 通商産業大臣                        | 大平正芳   |      | 衆議院 自由民主党（前尾派）       |                                                          |                |
| 運輸大臣                            | 原田憲     |      | 衆議院 自由民主党（佐藤派）       |                                                          | 初入閣         |
| 郵政大臣                            | 河本敏夫   |      | 衆議院 自由民主党（三木派）       |                                                          | 初入閣         |
| 労働大臣                            | 原健三郎   |      | 衆議院 自由民主党（中曽根派）     |                                                          | 初入閣         |
| 建設大臣                            | 坪川信三   |      | 衆議院 自由民主党（佐藤派）       | 近畿圏整備長官 中部圏開発整備長官 首都圏整備委員会委員長 | 初入閣         |
| 自治大臣 北海道開発庁長官           | 野田武夫   |      | 衆議院 自由民主党（中曽根派）     |                                                          |                |
| 内閣官房長官                        | 保利茂     |      | 衆議院 自由民主党（佐藤派）       |                                                          |                |
| 総理府総務庁長官                    | 床次徳二   |      | 衆議院 自由民主党（南条グループ） |                                                          | 初入閣         |
| 国家公安委員会委員長 行政管理庁長官 | 荒木万寿夫 |      | 衆議院 自由民主党（前尾派）       |                                                          |                |
| 防衛庁長官                          | 有田喜一   |      | 衆議院 自由民主党（福田派）       |                                                          |                |
| 経済企画庁長官                      | 菅野和太郎 |      | 衆議院 自由民主党（三木派）       |                                                          |                |
| 科学技術庁長官                      | 木内四郎   |      | 参議院 自由民主党（佐藤派）       |                                                          | 初入閣         |

### 内閣官房副長官・内閣法制局長官・総理府総務副長官
| 職名             | 氏名     | 出身等             | 備考                                  |
| ---------------- | -------- | ------------------ | ------------------------------------- |
| 内閣官房副長官   | 木村俊夫 | 衆議院／自由民主党 | 政務担当                              |
| 内閣官房副長官   | 石岡実   | 官僚               | 事務担当                              |
| 内閣法制局長官   | 高辻正己 | 官僚               |                                       |
| 総理府総務副長官 | 鯨岡兵輔 | 衆議院／自由民主党 | 政務担当、1968年（昭和43年）12月3日任 |
| 総理府総務副長官 | 弘津恭輔 | 官僚               | 事務担当、1969年（昭和44年）8月12日免 |
| 総理府総務副長官 | 岩倉規夫 | 官僚               | 事務担当、1969年（昭和44年）8月12日任 |

### 政務次官
前内閣の政務次官が1968年（昭和43年）12月3日に退任し、同日付で新たな政務次官を任命した。
- 法務政務次官 - 小澤太郎
- 外務政務次官 - 田中六助
- 大蔵政務次官 - 上村千一郎・沢田一精（参）
- 文部政務次官 - 久保田藤麿
- 厚生政務次官 - 粟山秀
- 農林政務次官 - 小沢辰男・玉置和郎（参）
- 通商産業政務次官 - 藤尾正行・植木光教（参）
- 運輸政務次官 - 村山達雄
- 郵政政務次官 - 木村睦男（参）
- 労働政務次官 - 小山省二
- 建設政務次官 - 渡辺栄一
- 自治政務次官 - 砂田重民
- 行政管理政務次官 - 熊谷義雄
- 北海道開発政務次官 - 近藤英一郎（参）
- 防衛政務次官 - 坂村吉正
- 経済企画政務次官 - 登坂重次郎
- 科学技術政務次官 - 平泉渉（参）